# Jules d'Anethan
Jules Joseph d'Anethan, född 23 april 1803 i Bryssel, död 8 oktober 1888 i Schaerbeek, var en belgisk politiker och baron.
d’Anethan var från 1836 generaladvokat vid appellationsdomstolen i Bryssel och 1843–1847 justitieminister samt verkade som sådan mot pressfriheten. Då liberalerna i augusti 1847 kom till makten, blev d’Anethan en av den klerikala oppositionens ledare. 2 juli 1870 blev han konseljpresident (premiärminister)
och utrikesminister och fick uppskattning för sitt försiktiga uppträdande under fransk-tyska kriget 1870–1871. 7 december 1871 tvingades han att avgå på grund av folkstämningen, bland annat på grund av utnämningen av Pierre de Decker som guvernör i provinsen Limburg. d'Anethan blev senare senatens vicepresident och president, och drog sig 1885 tillbaka från det politiska livet.